# Amalio Ferrarese
Amalio Ferrarese (Potenza, 7 maggio 1937 – ...) è stato un calciatore italiano, di ruolo attaccante.

## Carriera
Ala sinistra, dopo una stagione in prestito al Brindisi gioca cinque campionati di Serie B con il Taranto disputando tra i cadetti 132 gare e segnando 16 reti; dopo la retrocessione in Serie C avvenuta al termine della stagione 1959-1960, gioca con gli jonici per un altro anno nella terza serie.

## Palmarès

### Club

#### Competizioni nazionali
- Serie C: 1

Taranto: 1953-1954